# مردخدا
مردخدا، روستایی از توابع بخش کبگیان شهرستان بویراحمد در استان کهگیلویه و بویراحمد ایران است.دارای یک امامزاده بنام امرعمیه یامردخدا است.در۴۵کیلومتری مرکز شهرقراردارد

## جمعیت
این روستا در دهستان کبگیان قرار دارد و براساس سرشماری مرکز آمار ایران در سال ۱۳۸۵، جمعیت آن ۱۰۳ نفر (۲۰خانوار) بوده‌است.